# Ivan Gontcharov
Pour les articles homonymes, voir Gontcharov.
Œuvres principales
Oblomov, Une histoire ordinaire
Ivan Aleksandrovitch Gontcharov (en russe : Иван Aлeксандрович Гончаров ), né à Simbirsk le 6 juin 1812 (18 juin dans le calendrier grégorien) et mort à Saint-Pétersbourg le 15 septembre 1891 (27 septembre dans le calendrier grégorien), est un écrivain russe.

## Biographie

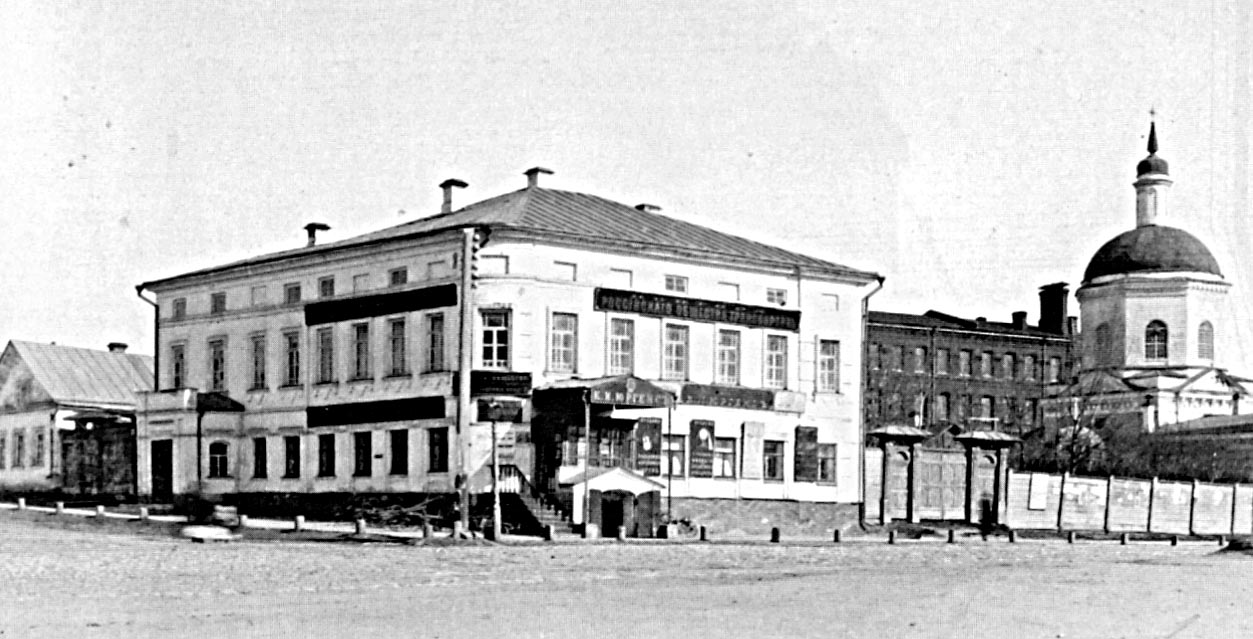
La maison natale de Gontcharov, à Simbirsk (Oulianovsk)

Ivan Gontcharov naît en 1812, l'année de la Campagne de Russie, d'Alexandre Ivanovitch Gontcharov, un riche propriétaire appartenant à une famille de négociants en grains, et d'Avdotia Matveïevna (née Chakhtorina), de près de vingt ans plus jeune que lui, qu'Alexandre Ivanovitch a épousée à 55 ans après un premier veuvage. Il a un frère aîné de quatre ans, Nikolaï, et aura deux sœurs, Alexandra, née en 1815, et Anna, en 1818. Son père meurt en 1819, alors qu'il n'a que sept ans ; sa mère se remarie avec Nikolaï Nikolaïevitch Tregoubov, ancien officier de marine et franc-maçon, qui manifeste une grande bienveillance à l'égard d'Ivan et de ses frère et sœurs.
Sa mère l'envoie, en même temps que son frère, étudier à l'École commerciale de Moscou, qui dispense un enseignement médiocre et où il s'ennuie ferme huit ans durant. En 1831, il entre à l'Université de Moscou. Il y croise Mikhaïl Lermontov qu'il juge trop banal et indolent pour se lier d'amitié avec lui. Il commence à traduire le roman d'Eugène Sue, Atar-Gull, et parvient à faire publier sa traduction dans la revue Le Télescope. Il peut approcher Alexandre Pouchkine en septembre 1832 à l'Université, qu'il quitte en 1834 après avoir réussi ses examens de la faculté des Lettres.
Parlant français, allemand et anglais, il devient traducteur au ministère des Finances, entamant ainsi une carrière de fonctionnaire de l'État.

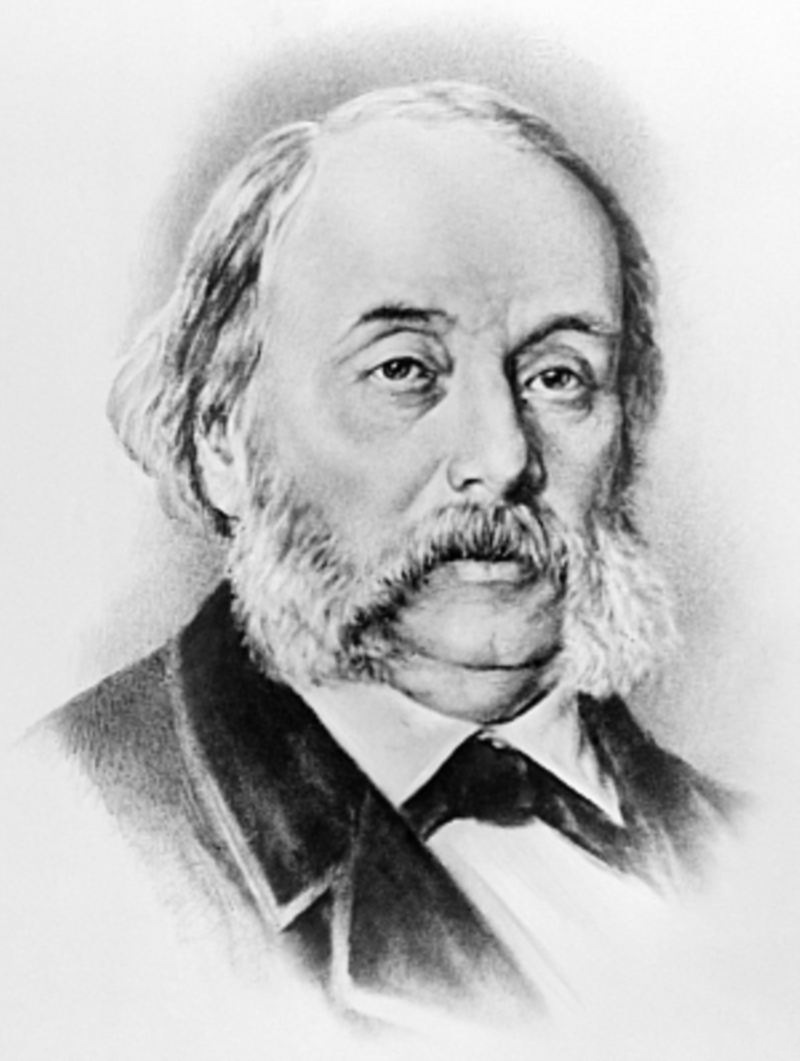
Portrait de Gontcharov

En 1847, lancé par le critique Biélinski, il publie son premier roman Une histoire ordinaire, qu'il a commencé à rédiger en 1844 : c'est un succès. Il donne l’année suivante des fragments de son chef-d’œuvre Oblomov, dont il achèvera la rédaction dix ans plus tard.
Haut fonctionnaire impérial, Gontcharov est d'abord employé au ministère de l’Instruction publique, puis attaché au ministère des Finances en 1852. On lui confie alors la tâche d’établir les premières relations commerciales avec le Japon, contrée lointaine et fermée. Il le fait en qualité de secrétaire de l'amiral Poutiatine. De cette mission, Gontcharov laisse un récit de voyage, La Frégate Pallas.
En 1855, sous le règne d'Alexandre II, il est nommé à la censure, puis conseiller d’État aux affaires de presse (1863). 
Gontcharov a eu des relations amicales tumultueuses avec Ivan Tourgueniev, avec lequel il se brouille à partir de 1857, l'accusant de plagiat. La presse prend généralement le parti de Tourgueniev et se moque de Gontcharov. Ils se réconcilieront partiellement vers 1863, Gontcharov ayant publié un article aimable sur Pauline Viardot, l'amie de Tourgueniev, tout en restant rivaux en littérature. Il donnera sous le titre de Une histoire non commune l'histoire de son différend avec Tourgueniev (qui demeura inédite jusqu'en 1924). Ce récit des rapports entre Gontcharov et Tourgueniev est une page plutôt triste de l'histoire de la littérature russe qui a son pendant dans celle des rapports entre Tourgueniev et Dostoïevski.  
En 1869, il publie son dernier roman, La Falaise (en russe : Обрыв), un procès du nihilisme. Ce roman marque une prise de position idéologique, ce qui le différencie d'Une histoire commune et Oblomov qui reflétaient plutôt les souvenirs d'enfance et de jeunesse de l'écrivain, bien que La Falaise inclue également des éléments tirés des souvenirs d'enfance de l'auteur. 
Après La Falaise, Gontcharov ne publia qu'un conte assez court comme œuvre narrative : La Soupe de poisson (Oucha). 
En 1883 (l'année de la mort de Tourgueniev, à Bougival) paraissent ses Œuvres complètes en huit volumes, qui lui valent de nombreux témoignages d'admiration. Il est traduit en français, anglais, allemand et suédois.
Il meurt d'une pneumonie à Peterhof en 1891. Ses obsèques attirent beaucoup de monde, dont le grand-duc Constantin. Il est enterré au cimetière du monastère Saint-Alexandre-Nevski ; ce n'est que le 27 août 1956 que ses restes sont transférés au cimetière Volkovo de Saint-Pétersbourg, où reposent beaucoup des plus grands écrivains de Russie.
Son œuvre littéraire comporte de nombreux récits, essais, portraits, critiques de théâtre ou de tableaux, articles, nouvelles, contes, poésies, correspondances notamment avec le frère de l'empereur, des traductions (Schiller, Goethe, Winckelmann, Eugène Sue et autres) et des analyses critiques d’auteurs français (Balzac, Zola, Flaubert, les frères Goncourt) ou russes (Lermontov).  

### Voyage sur la frégatePallas
Gontcharov, écrivain célèbre à l’époque, maître du réalisme positif, haut fonctionnaire, conseiller d’État, et alors attaché au ministère des Finances, accepte le poste de secrétaire de l’amiral Yevfimy Poutiatine, entre 1852 et 1855. Il tient le journal de bord, gère la correspondance, entre en pourparlers avec la diplomatie japonaise et envoie des rapports. 
Son livre-témoignage La Frégate Pallas est un document sociologique et ethnographique unique en son genre. Durant les dix mois de ce périple via l’Angleterre, Madère, les îles du Cap-Vert, le cap de Bonne-Espérance, Java, Singapour et Hong Kong, la frégate essuya tempêtes et typhons dans le Pacifique. 
Le 9 août 1853, la frégate Pallas jette l’ancre à Nagasaki, seul port japonais alors ouvert aux étrangers après deux cents ans d’une politique de fermeture au monde. Gontcharov décrit ce pays comme « un coffret dont on a perdu la clef ».

### Oblomov
Au dire de Tolstoï, Oblomov est une œuvre capitale ; selon Dostoïevski, elle est « servie par un talent éblouissant ». Ce roman de mœurs lui fut payé 10 000 roubles par l’éditeur des Mémoires nationaux russes dans lequel il fut publié en 1859 ; ce détail suffit pour donner une idée de la popularité dont jouissait de son vivant l’écrivain. Son héros est devenu un mythe littéraire russe aussi présent que Faust ou Don Juan. Oblomov, aristocrate oisif, est dans la culture russe le prototype de l’homme paresseux et médiocre qui sacrifie ses rêves à une léthargie, qu’il vit pourtant comme un drame. Ce personnage est devenu en Russie un archétype après la parution de l'article « Qu'est-ce que l'oblomovisme ? » par le critique littéraire Nikolaï Dobrolioubov. L'oblomovisme doit être pris en considération parce qu'il a permis à la critique russe de créer l'un des nombreux ismes utilisés pour classer des phénomènes de la vie sociale lorsqu'ils sont représentés dans la littérature. 
Selon Ettore Lo Gatto, si la prose de Gontcharov peut paraître moins riche que celle de Tourguéniev, moins abondante, moins pénétrée de fraîcheur, elle peut être, par contre, considérée comme « une prose parfaite par son modelé et sa fidélité à se conformer au contenu du récit ».

## Œuvres
- 1836 : Nymphodora Ivanovna (publié anonymement, retrouvé en 1959[7])
- 1838 : La Terrible Maladie
- 1847 : Une histoire ordinaire
- 1856 : La Frégate Pallas
- 1859 : Oblomov
- 1869 : La Falaise (le titre russe est quelques fois traduit par Le Ravin)
- 1889 : Mois de mai à Pétersbourg

## Postérité

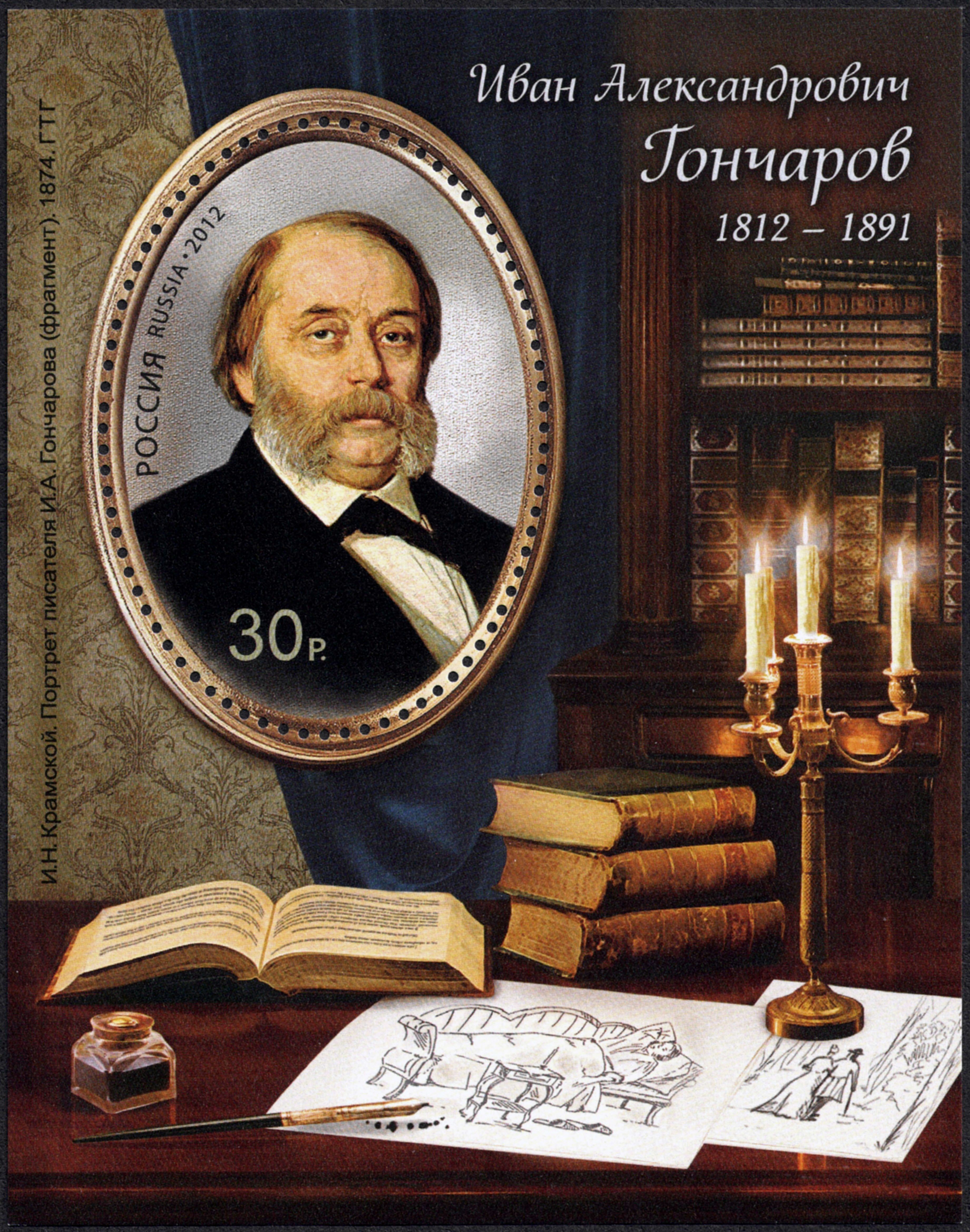
Timbre russe émis en 2012, à l'occasion du de la naissance de Gontcharov

La ville d’Oulianovsk abrite depuis 1982 un musée consacré à Gontcharov dans la maison natale de l’écrivain. L’Institut Pouchkine de littérature de Saint-Pétersbourg, dont le département Gontcharov prépare une édition de ses œuvres complètes en 22 volumes, abrite également une exposition qui lui est consacrée. Dans le monde entier, des chercheurs travaillent de façon permanente sur son œuvre (les « conférences internationales Gontcharov »). À la Bibliothèque nationale de France figurent de nombreuses études qui lui ont été consacrées par des auteurs étrangers : Sergio Molinari, Milton Ehre, Peter Tiergen, Ulrich Lohff, Hélèna Krasnotchekova, Gyorgy Backsi, A.G Tseitline, Nicolaï Piksanov, etc.
L'un de ses biographes, André Mazon, a écrit de lui : « Gontcharov s'est indéfiniment raconté lui-même, car il n'a dépeint d'autre vie que la sienne propre et celle de ses proches, transformées sans doute l'une et l'autre par sa fantaisie, mais toujours suivant un instinct de vérité par lequel il égale les plus grands réalistes. Vie et œuvre sont mêlées de manière intime. »
Si la langue et le style de Gontcharov ont pu faire l'objet de critiques, il convient, selon Ettore Lo Gatto, d'en signaler l'intérêt particulier : langue et style classique où s'exprime un tempérament romantique contenu par une volonté évidente de réalisme.

### Adaptations cinématographiques
- 1913 : Le Précipice (Obryv / Обрыв) de Piotr Tchardynine
- 1980 : Quelques jours de la vie d'Oblomov (Несколько дней из жизни И. И. Обломова) de Nikita Mikhalkov

## Famille
La petite nièce d'Ivan Gontcharov, Elisabeth Gontcharov, a eu pour enfants le grand reporter Sacha Simon (1908-1988), l'écrivain Boris Simon-Gontcharov (1913-1972) et l'auteur-illustrateur de livres pour la jeunesse Romain Simon (1916-2007).